# Sergej Petrenko (ijshockeyer)
Sergej Anatoljevitsj Petrenko (Russisch: Сергей Анатольевич Петренко, Oekraïens: Сергій Анатолійович Петренко, Serhij Anatolijovytsj Petrenko) (Charkov, 10 september 1968) is een Sovjet-Russisch ijshockeyer.
Petrenko won tijdens de Olympische Winterspelen 1992 de gouden medaille met het Gezamenlijk team.
Petrenko speelde één jaar in de NHL.